# Boeing International Headquarters
Boeing International Headquarters, ook bekend als Boeing World Headquarters en The Boeing Corporate Headquarters, is een wolkenkrabber in Chicago, Verenigde Staten. Het gebouw staat op 100 North Riverside Plaza. De bouw van de kantoortoren begon in 1988 en werd in 1990 voltooid. Zoals de naam al doet vermoeden is de wolkenkrabber in gebruik als hoofdkantoor van The Boeing Company, dat sinds 2001 in het gebouw huist. Daarvoor was het het hoofdkwartier van Morton Salt. Sinds 2007 is een deel van het gebouw in gebruik als hoofdkantoor van NAVTEQ.

## Ontwerp
Boeing International Headquarters is 170,69 meter hoog en telt 36 verdiepingen. Het gebouw is ontworpen door Perkins & Will en bevat kantoren, winkels en een parkeergarage. Het gebouw heeft een oppervlakte van 95.792 vierkante meter en heeft $ 170.000.000 gekost.
Het gebouw bevat 1 ondergrondse verdieping en 19 liften. Het ontwerp van het gebouw combineert meerdere stijlen, waaronder: De Stijl, Prairie School, Internationale Stijl, Futurisme en Hoog Modernisme. In 1993 kregen de architecten van het gebouw de Honor Award van het American Institute of Architects.